# Charles Sarolea
Charles Sarolea  (* 25. Oktober 1870 in Tongern; † 11. März 1953 in Edinburgh) war ein belgisch-britischer Romanist und Publizist.

## Leben und Werk
Charles Louis-Camille Sarolea studierte in Lüttich, Paris, Palermo und Neapel. 1893 promovierte er mit der Arbeit La liberté et le déterminisme dans leurs rapports avec la théorie de l'évolution.Thèse présentée à l'Université libre de Bruxelles pour l'obtention du doctorat spécial en philosophie (Brüssel 1893) und war Privatsekretär von Walthère Frère-Orban. 1894 ging er als Lecturer für französische Literatur an das neu gegründete Institut für Französisch der Universität Edinburgh und war dort von 1918 bis 1931 Professor. 1912 erlangte er die britische Staatsbürgerschaft. Von 1908 bis zu seinem Tod war er belgischer Konsul in Edinburgh. 1903 wurde er zum Mitglied der Royal Society of Edinburgh gewählt. Die Académie royale des Sciences, des Lettres et des Beaux-Arts de Belgique nahm ihn 1919 als assoziiertes Mitglied auf.
Sarolea gab zwei Reihen zur französischen Literatur und Geschichte heraus (Gallia, Paris/London/New York 1904 ff;  Collection Nelson. Chefs d'œuvres de la littérature, Paris/London/New York 1910–1958) und war von 1912 bis 1917 Gründungsherausgeber des Magazins Everyman (im Verlag Dent, 1929 wieder aufgenommen). Er hinterließ eine private Bibliothek von mehr als 200 000 Bänden.
Über seine zweite Frau war Sarolea Schwager von Ernest Shackleton.

## Werke

### Romanistik
- Essais de philosophie et de littérature, Edinburgh 1898
- Essais de littérature et de politique, 2 Bde., Brüssel 1905–1906 (Vorwort von Émile Faguet)
- (Hrsg.) Anthologie des poètes lyriques français, Paris 1911, New York 1932
- The French Renascance London 1916, Port Washington 1970 (französische Übersetzung: Le réveil de la France, Paris 1916, zweisprachige Ausgabe)
- The Maid of Orleans. The Story of Joan of Arc Told to American Soldiers, Paris 1918
- Robert Louis Stevenson and France, Edinburgh 1924
- Daylight on Spain. The Answer to the Duchess of Atholl, London 1937

### Weitere Werke
- Henrik Ibsen. Etude sur sa vie et son œuvre, Paris 1891
- Cardinal Newman and his influence on religious life and thought, Edinburgh 1908
- The Anglo-German Problem, London 1912, 1915 (französisch Paris 1915; russisch Moskau 1915)
- Count L.N. Tolstoy. His life and work, London 1912
- (Hrsg.) L'Héroïque Belgique. Album commémoratif, Paris 1914
- How Belgium Saved Europe, London 1915
- The Curse of the Hohenzollern, London 1915
- Europe's Debt to Russia, London 1916 = Great Russia. Her Achievement and Promise, New York 1916
- German problems and personalities, London 1917
- The Russian revolution and the war, London 1917
- Europe and the League of Nations, London 1919 (deutsch: Um den Vertrag von Versailles und den Völkerbund. Betrachtungen und Ausblicke,  Bonn 1920)
- Letters on Polish Affairs, London 1922 (spanisch Madrid 1922)
- Impressions of Soviet Russia, London 1924 (französisch: Ce que j'ai vu en Russie soviétique, Paris 1925; ungarisch 1925; polnisch 1925; chinesisch 1926; japanisch 1927)
- The Policy of Sanctions and the Failure of the League of Nations, London 1936